# エンリケ・タリオ
ヘンリー・"エンリケ"・タリオ（Henry "Enrique" Tarrio, アメリカ英語: [ˈtɑːrioʊ] TAR-ee-oh, アメリカスペイン語: [taˈri.o]; 1984年/1985年 - ）は、アメリカ合衆国の極右活動家である。2018年から2021年までアメリカ合衆国での政治暴力を推進しする極右ネオファシスト組織のプラウド・ボーイズの会長を務めた。タリオは他のプラウド・ボーイズの指導者3人と共に2021年アメリカ合衆国議会議事堂襲撃事件に関与したとして2023年5月に扇動共謀のために有罪判決を受けた。2023年9月にタリオは禁錮22年を言い渡された。
アフロ・キューバンの背景を持つタリオは草の根組織であるラティーノス・フォー・トランプのフロリダ州支部長を務めていた。I2022年にフロリダ州第27選挙区の共和党予備選挙に立候補したが、辞退した。元連邦検察官と2014年の連邦裁判の記録によるとタリオは2012年から2014年まで連邦と地元警察当局の情報提供者として働いていた。

## プラウド・ボーイズ以前
ヘンリー・タリオは1984年/1985年に生まれ、フロリダ州マイアミ近郊のリトル・ハバナでカトリック教徒として育った。
2004年、当時20歳のタリオは窃盗で有罪判決を受けた。彼は社会奉仕と3年間の保護観察が言い渡され、賠償金の支払いを命じられた。2004年以降にタリオは養鶏場を経営するためにフロリダ州北部の小さな町に移り住んだ。その後マイアミに戻った。彼はまたセキュリティ機器の設置会社や企業にGPSトラッキングを提供する別の会社も設立した。
2012年、タリオは盗んだ血糖値計のラベルを貼り替えて転売する計画に関与したとして起訴された。起訴後のタリオは捜査当局に協力的となり、数十人の起訴に貢献した。2013年、タリオは盗んだ血糖値計のラベルを貼り替え、転売した罪で連邦刑務所での禁錮30ヶ月（その後16ヶ月に減刑）の実刑判決を受けた。
2012年から2014年の間にタリオは連邦と地元の法執行機関の両方に対する情報提供者を務めた。2014年の連邦裁判所の審問でタリオの弁護士は彼がアナボリックステロイド、ギャンブル、人身売買に関わる13人以上の捜査と起訴において政府を支援し、マリファナが栽培されていた3つの「グロー・ハウス」の特定に協力し、さらには捜査を助けるために繰り返し潜入捜査も行っていた「頻繁な」協力者であったと証言した。タリオ自身は潜入捜査や起訴への協力を否定したが、当時の裁判記録はタリオの証言と矛盾しており、またタリオの裁判を担当した元連邦検事は彼の協力を認めた。タリオの情報提供者としての役割は2021年1月にロイター通信が裁判記録を入手し、事件に関与した捜査官や弁護士に取材したことで初めて公になった。

## プラウド・ボーイズ
タリオは2017年5月に極右コメンテーターのマイロ・ヤノプルスのマイアミでのイベントにボランティアとして参加した際にプラウド・ボーイズのメンバーと出会い、組織への参加を勧められた。2017年8月、タリオはバージニア州シャーロッツビルで開催されたユナイト・ザ・ライト・ラリーに参加した。彼はアメリカ連合軍の記念碑の撤去に抗議するために参加したと語った。
2018年、タリオはプラウド・ボーイズの第4等のメンバーとなった。これは「大義のため」に暴力を振るう者にのみ与えられる称号であり、彼はアンティファと手を組んでいるとみられる人物を殴った。彼は2018年11月29日、創始者のギャヴィン・マキニスの代行を2日間務めたジェイソン・リー・ヴァン・ダイクの後任としてタリオは会長に就任した。マキニスはタリオを選挙候補予定者として関与させ、その立場で両者はトランプ右派の腹心のスティーブン・バノン（後にトランプが恩赦）とセバスチャン・ゴルカと協議した。
2019年8月17日、タリオはオレゴン州ポートランドで開催されたエンド・ドメスティック・テロリズム・ラリーの開催に協力した。ジョー・ビッグスが共催したこのイベントは2019年6月に保守派ブロガーの アンディ・ンゴが殴打された事件への対応として宣伝された。
タリオはプラウド・ボーイズでの役割の他に、右翼グッズのオンライン販売業者の1776ショップとして知られるマイアミのTシャツ事業を所有している。『スレイト』誌は1776ショップを「極右グッズの自由奔放なオンライン商店街」と評し、「ピノチェトは何も間違っていない」（"Pinochet did nothing wrong"）と書かれたシャツを含むプラウド・ボーイズの様々なグッズを販売していると説明した。
過激派グループやイデオロギーに対する自身の見解についてタリオは「私は白人至上主義を糾弾する。反ユダヤ主義を糾弾する。人種差別を糾弾する。ファシズムを糾弾する。共産主義にその他の人種、宗教、文化、肌の色などを理由に人に偏見をもつあらゆる主義を糾弾する」と述べた。彼は自身の民族性について彼は「私はかなり茶色で、キューバ系だ。私に白人至上主義的なところはない」と述べた。名誉毀損防止同盟（ADL）はタリオがリーダーを務めていたプラウド・ボーイズを白人至上主義とはみなさないと述べている。しかしながらADLはプラウド・ボーイズがミソジニー、イスラムフォビア、トランスフォビア、反移民感情からなるイデオロギーを持つと考えている。
2018年後半、タリオがコーラル・ゲーブルズでナンシー・ペロシ連邦下院議長に罵声を浴びせるとマイアミ・デイド郡の共和党議長は謝罪し、またマルコ・ルビオ連邦上院議員は彼らを「カストロが昔キューバで使っていた拒否暴徒」に喩えた。
2018年、Twitterは暴力的な過激派グループに関連するアカウントを禁止しているポリシーがあることを理由にプラウド・ボーイズ関連のものと共にタリオのアカウントを削除した。翌年にTwitterはタリオが停止逃れのために作成した別のアカウントを検出して削除した。
タリオはプラウド・ボーイズの支持者として有名なトランプの盟友のロジャー・ストーンと親友だと述べている。ストーンが2019年1月に逮捕されるとタリオは「ロジャー・ストーンは何も悪くない」（"Roger Stone did nothing wrong"）というメッセージが刺繍されたシャツを着て裁判所の外に現れた。タリオとストーンは2020年12月11日にビデオで共演し、その翌日には「ストップ・ザ・スティール」集会で共にステージに立った。2020年12月23日、トランプは既に減刑していたストーンに恩赦を与えた。
タリオは2020年にフロリダ州第27区から連邦下院選挙に出馬したが、共和党予備選前に辞退した。2019年にバロットペディアが実施した調査に対する共和党陣営の回答でタリオは刑事司法改革、憲法修正第2条の遵守、国内テロリズム対策、麻薬戦争の終結、デジタル・プラットフォーム上の言論の自由、移民改革を優先課題として挙げた。

### 2020年12月の事件と2021年の有罪判決
2020年11月の選挙でドナルド・トランプが敗北した後の12月12日、タリオとプラウド・ボーイズは他の極右グループと連携してトランプの選挙敗北の合法性を認めない運動を支援するためにワシントンD.C.でデモ行進を行った。これには戦闘服、防弾チョッキ、ヘルメットを身につけた約200人のプラウド・ボーイズの構成員が参加した。タリオらのグループは歴史ある黒人教会であるアズベリー・ユナイテッド・メソジスト教会から押収した「ブラック・ライヴズ・マター」の横断幕に火をつけた。その夜にアズベリー・ユナイテッド・メソジストは他の3つの教会と共に破壊され、30人以上が逮捕された。タリオはその日、ワシントンD.C.のメトロポリタン・アフリカン・メソジスト・エピスコパル教会を襲撃したプラウド・ボーイズと極右活動家グループの中にいた。
タリオへの逮捕状が出され、議事堂襲撃事件の2日前となる2021年1月4日に彼は首都警察に逮捕された。後にFBIは議事堂襲撃事件を防ぐためにタリオを逮捕したのだと発表した。
タリオは器物損壊の軽罪と大容量弾倉の不法所持（1月4日の逮捕時に警察が発見）の重罪2件で起訴された。2021年1月5日、タリオは裁判と弁護士との面会目的以外でのワシントン入りを禁じるという条件付きで釈放された。
2021年7月、検察との司法取引の一環としてタリオは器物損壊と大容量弾倉所持未遂の軽罪で有罪を認めた（取引の一環で重罪は取り下げられた）。タリオは横断幕を燃やしたことは認めたが、その行為がヘイトクライムであることは否定した。2021年8月の公判でタリオは「重大な過ち」を犯したとし、「自分の行為について深く謝罪したい」と述べた。コロンビア特別区上級裁判所の判事は自分が何をしているのか十分に理解していなかったというタリオの主張は「信頼できない」ものであり、ビデオの証拠はタリオの主張のいくつかと矛盾していると判断した。タリオはコロンビア特別区刑務所での155日間の禁錮刑を宣告された。これは連邦検察当局が要求した90日間を大きく上回る刑期であった。タリオは2021年9月6日に服役を開始した。2021年11月にタリオは刑務所の劣悪な生活環境を理由に早期釈放を求めたが、却下された。タリオは4ヶ月と1週間の刑期を終え、2022年1月にコロンビア特別区刑務所から釈放された。
2020年12月に襲撃された歴史的な会衆の1つであるメトロポリタン・アフリカン・メソジスト・エピスコパル教会はタリオとテキサス州を拠点とするプラウド・ボーイズ・インターナショナルLLCを訴えた。法の下の公民権を求める弁護士委員会と法律事務所のポール・ワイスが代理人を務め、教会はバイアスと関連犯罪法に基づいて民事共謀、私有財産の汚損、不法侵入、宗教的財産の破壊の訴えを起こした。プラウド・ボーイズ側は訴えに応じず、原告側は2021年4月に欠席判決を勝ち取った。
2023年6月、コロンビア特別区上級裁判所判事のニール・E・クラヴィッツは欠席判決を承認し、タリオとジョー・ビッグス、ジェレミー・バーティーノ、ジョン・トゥラーノに対して損害賠償3万6626.78ドルと懲罰的損害賠償100万ドルの支払いを命じた。クラヴィッツは判決の際に4人は「憎悪に満ちた、あからさまな人種差別行為」を行い、看板の破壊は「プラウド・ボーイズが導く理念である白人至上主義と暴力に焦点を当てた、高度に組織化された一連の出来事の結果である」と記した。

### 議会議事堂襲撃事件と扇動共謀での有罪判決
2021年11月までに少なくとも2ダースのプラウド・ボーイズのメンバーと関係者が2021年アメリカ合衆国議会議事堂襲撃事件で何らかの役割を務めた疑いで起訴された。襲撃事件後のタリオは襲撃を「支持」することも「非難」することもなく、議員たちに「同情」することもないと述べた。2022年1月までにプラウド・ボーイズのメンバーのうち少なくとも37人が逮捕され、議事堂襲撃事件関連の罪で起訴された。タリオとプラウド・ボーイズは2021年11月に1月6日の攻撃に関する連邦下院特別委員会から召喚された。2022年2月、召喚されたタリオは委員会の調査員と2人の委員に宣誓証言を行った。
2022年3月、タリオは議事堂襲撃の組織化に関与したとして司法省よりコロンビア特別区連邦裁判所に共謀罪で起訴された。タリオは未決拘禁された。2022年6月、連邦大陪審はタリオと他4人のプラウド・ボーイズのメンバーをより重大な扇動共謀罪で起訴した
タリオと他4人（イーサン・ノルディーン、ジョー・ビッグス、ザッカリー・レール、ドミニク・ペッツォーラ）の裁判の陪審員の選任はティモシー・J・ケリーが弁護士の土壇場での延期要求を却下した後の2022年12月19日に開始された。冒頭陳述は2023年1月21日に行われた。タリオの弁護団が判事と衝突したために裁判は遅々として進まず、ケリー判事はタリオの弁護団からの無効審判の要求を少なくとも10回は拒否した。
裁判は3ヶ月以上続き、数十人の証人が登場した。タリオと共同被告に対する裁判で提出された証拠にはビデオ、プラウド・ボーイズ指導者間の暗号化されたグループ・チャット上の数千のメッセージ、1月6日以前と当日のParler上の公開メッセージが含まれていた。タリオは1月6日にプラウド・ボーイズの指導部をまとめあげるために「自己防衛省」（"Ministry of Self Defense", "MOSD"）を招集していた。チャットではボルチモアのホテルの一室にいたタリオが議事堂を襲撃する際にプラウド・ボーイズを鼓舞していたことが示された。判事によってD.C.への出入りを禁じられていたタリオは襲撃の際には現場に居合わせていなかった 。
1月6日にタリオはソーシャル・メディア上でフォロワーたちに「なすべきことをせよ」と言い、その後、暗号化されたグループチャット上で他のプラウド・ボーイズたちに「もう一度やれ」と指示した。タリオは別のメッセージで「間違えるな。我々がやったのだ」と書いた。検察はまたタリオがワシントンの大群衆に政府の建物を襲撃させる計画を仲間たちと話し合っていた証拠も提出した。この計画はプラウド・ボーイズが「1776リターンズ」（"1776 Returns"）と名付けたもので、「冬の宮殿」（"The Winter Palace"）が連邦議会議事堂を意味する暗号として使われていた。
タリオは自身の弁護のために証言台に立たないことを選んだ。検察側の重要な証人としては元プラウド・ボーイズ構成員でタリオの元副官のジェレミー・バーティーノがあり、彼は襲撃事件後に扇動共謀罪を認め、政府に協力的な姿勢をとった。バーティーノは証言台でタリオと共犯者たちは共謀を仄めかし、彼らの目的は選挙結果を覆すことだったと証言した。
最終弁論で検察側はプラウド・ボーイズは自らを「トランプの軍隊」とみなしており、「トランプのために暴力を振るうことも厭わない」、そしてトランプ政権を維持し、バイデンの大統領就任を阻止するために「全面戦争」を犯すことを示す証拠であると述べた。被告側の弁護団はプラウド・ボーイズを単なる誇張された「飲酒クラブ」であると説明し、またタリオの弁護団はトランプ自身への責任転嫁を試みた。2023年5月4日、陪審は評決を下し、タリオ、ノルディーン、ビッグス、レールの4人を扇動共謀で有罪とした。
タリオはまた議会妨害（議会による選挙人票の集計の妨害）、法執行の妨害、さらに2件の共謀についても有罪判決を受けた。ペッツォーラは扇動共謀では無罪となったが、その他の重罪で有罪判決を受けた。タリオとプラウド・ボーイズ副官たちは議事堂襲撃事件に関して有罪判決を受けた極右グループ指導者としては2例目であり、この前年にはオース・キーパーズ設立者のスチュワート・ローズとその副官のケリー・メグスが前年に同じ罪で有罪となっていた。
2023年9月5日、タリオは禁錮22年の判決を言い渡された。これは議事堂襲撃事件犯の刑期としては最長であった。タリオの量刑はテロリズム増進が考慮されており、タリオの行動が「脅迫と強制によって政府の運営」に影響を与えたと示されている。判決を受ける前にタリオは「どうか私に慈悲をください、私から40代を奪わないでください」と判事に懇願した。
2025年1月20日に大統領に返り咲いたドナルド・トランプは議事堂襲撃事件の受刑者らに恩赦や減刑を与え、タケオは21日に釈放された。

### プラウド・ボーイズの内部分裂
2021年アメリカ合衆国議会議事堂襲撃事件の余波でプラウド・ボーイズの地方支部の一部が全国組織から分裂した。2021年1月下旬にタリオが2012年から2014年にかけて連邦および地元法執行機関への情報提供者であったことが明らかになったこともグループの分裂を後押しした。一部のプラウド・ボーイズのメンバーがFBIの情報提供者になっていたことが明らかになると彼らはパニックに陥った。プラウド・ボーイズの凋落は財政的な問題にも起因していた。2021年6月、タリオはプラウド・ボーイズが同年1月から「資金を流出させている」と述べた。
襲撃事件後にプラウド・ボーイズは金融システムから遮断された。決済処理業者のPayPalとストライプはプラウド・ボーイズを排除し、またライブストリーミング・サービスのDLiveもタリオや他メンバーを禁止した。タリオは数十のプロセッサーが彼を排除し、ビジネスアカウントは銀行により閉鎖されと述べた。
シアトル、ラスベガス、インディアナ州、アラバマ州のプラウド・ボーイズ地方支部は全国組織から脱退した。またオクラホマ支部も全国組織から分離した。2021年6月下旬、タリオはインタビューで同年9月にプラウド・ボーイズの全国会長から退くと述べた。タリオは自身の退任は運動の分裂とは無関係であり、共和党の機関や地方自治体の議席にプラウド・ボーイズを増やすことやフロリダ支部に集中するためだと主張した。当時タリオはプラウド・ボーイズには全国で約3万人のメンバーがいると主張していたが、それを裏付ける証拠は提示できなかった。

## 私生活
タリオはキューバ系の血を引いており、アフロ・キューバンと自認している。離婚歴がある。